# Tulpen aus Amsterdam
Tulpen aus Amsterdam est une chanson du compositeur allemand Ralf Arnie.

## Histoire
L'acteur et interprète allemand Klaus Günter Neumann écrit la chanson en 1953 après une représentation au Théâtre Tuschinski à Amsterdam, après avoir visité les champs de tulipes de Keukenhof. Peu de temps après, il écrit les premières paroles, mais son éditeur n'est pas satisfait et met la chanson de côté. En 1956, l'auteur-compositeur Ernst Bader remarque le texte et le réécrit. Il s'adresse au compositeur Dieter Rasch (qui travaille sous le pseudonyme de Ralf Arnie) qui écrit la musique, inspirée par la Valse des fleurs de Casse-noisette de Tchaïkovski. À l'origine cette première version est destinée au chanteur schlager Gerhard Wendland, le premier enregistrement a lieu en 1956 à la même époque pour les versions allemande et néerlandaise (Tulpen uit Amsterdam) par le chanteur belge Jean Walter. Le texte de la version néerlandophone est de Jos Dams et Leo Camps. La version devient un succès en Europe : en 1957 il y a une version anglaise (Tulips from Amsterdam) par Gene Martyn, chanté par l'artiste anglais Max Bygraves.

## Reprises
La chanson est interprétée plusieurs fois, l'une des versions les plus connues est celle de Mieke Telkamp en 1959. Il y a en 1974 une version de Roy Black et la Fischer-Chöre. En 1970, le comédien néerlandais Rudi Carrell et l'enfant vedette Heintje chantent une version parodique de la chanson, qui s'adresse au grand nombre d'artistes néerlandais travaillant en Allemagne (Nulpen aus Amsterdam). La chanson retentit dans l'Allianz Arena de Munich, quand le footballeur néerlandais Arjen Robben marque un but pour le Bayern Munich.
Dans la version néerlandaise, l'ordre des couleurs de tulipe est inversé pour des raisons de rime.
Dans la version anglaise, les lyriques sont largement modifiés et les couleurs de tulipe ne sont pas en mentionnées de tout.
Une première version française Bouquet d'Amsterdam est enregistrée en 1958 par Gloria Lasso sur des paroles de Jacques Larue.
La seconde version Quand on pense à l'amour est enregistrée en 1967 par Mireille Mathieu  sur des paroles de Jacques Demarny. On la retrouve dans la captation live de son concert à l'Olympia de décembre 1967 intitulée Mireille Mathieu en direct de l'Olympia.

## Source de la traduction
- (de) Cet article est partiellement ou en totalité issu de l’article de Wikipédia en allemand intitulé « Tulpen aus Amsterdam (Lied) » (voir la liste des auteurs).